# Liste des chansons de David Bowie

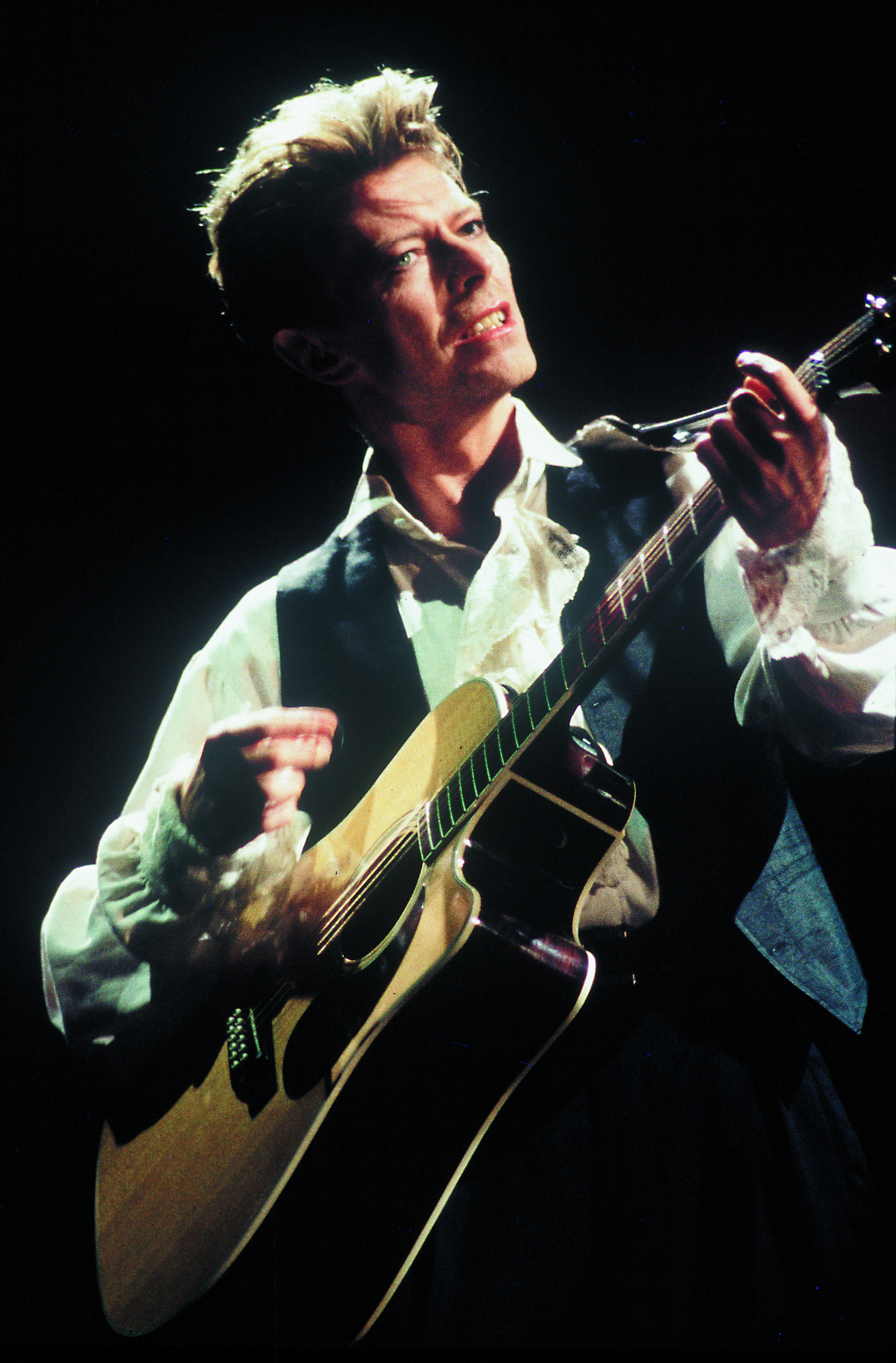
David Bowie

La liste des chansons de David Bowie rassemble les chansons interprétées par David Bowie au cours de sa carrière, entre 1964 et 2016, et officialisées par une publication entre ces dates ou après sa mort. Elle comprend les chansons parues sous son seul nom, ainsi que celles qu'il a interprétées en duo ou au sein d'un groupe. En revanche, elle ne comprend pas celles qu'il a écrites pour d'autres artistes sans les enregistrer lui-même (par exemple Growing Up and I'm Fine de Mick Ronson), celles sur lesquelles il n'apparaît qu'en tant qu'invité (par exemple Reflektor d'Arcade Fire) et celles pour lesquelles aucun enregistrement n'est connu (par exemple Zion).
- Haut – A
- B
- C
- D
- E
- F
- G
- H
- I
- J
- K
- L
- M
- N
- O
- P
- Q
- R
- S
- T
- U
- V
- W
- X
- Y
- Z
- 0-9

## Liste des chansons de David Bowie
- Sauf mention contraire, toutes ces chansons ont été publiées sous le nom de David Bowie.
- Le double obèle (‡) indique les chansons qui n'ont pas été écrites ou coécrites par Bowie.

| Titre                                                                     | Auteur(s) | Première parution                                                         | Année |
| ------------------------------------------------------------------------- | --- | ------------------------------------------------------------------------- | ----- |
| 1917                                                                      | David Bowie, Reeves Gabrels                                                                                     | face B de Thursday's Child                                                | 1999  |
| 1984                                                                      | David Bowie | Diamond Dogs                                                              | 1974  |
| 5:15 The Angels Have Gone                                                 | David Bowie | Heathen                                                                   | 2002  |
| '87 and Cry                                                               | David Bowie | Never Let Me Down                                                         | 1987  |
| Abdulmajid                                                                | David Bowie, Brian Eno                                                                                          | "Heroes" (réédition)                                                      | 1991  |
| Absolute Beginners                                                        | David Bowie | Absolute Beginners (bande originale)                                      | 1986  |
| Across the Universe                                                       | John Lennon, Paul McCartney ‡                                                                                   | Young Americans                                                           | 1975  |
| Afraid                                                                    | David Bowie | Heathen                                                                   | 2002  |
| African Night Flight                                                      | David Bowie, Brian Eno                                                                                          | Lodger                                                                    | 1979  |
| After All                                                                 | David Bowie | The Man Who Sold the World                                                | 1970  |
| After Today                                                               | David Bowie | Sound + Vision                                                            | 1989  |
| Alabama Song                                                              | Bertolt Brecht, Kurt Weill ‡                                                                                    | single                                                                    | 1980  |
| Aladdin Sane (1913–1938–197?)                                             | David Bowie | Aladdin Sane                                                              | 1973  |
| Algeria Touchschriek                                                      | David Bowie, Brian Eno, Reeves Gabrels, Mike Garson, Erdal Kızılçay, Sterling Campbell                          | 1. Outside                                                                | 1995  |
| All Saints                                                                | David Bowie | Low (réédition)                                                           | 1991  |
| All the Madmen                                                            | David Bowie | The Man Who Sold the World                                                | 1970  |
| All the Young Dudes                                                       | David Bowie | David Live                                                                | 1974  |
| Always Crashing in the Same Car                                           | David Bowie | Low                                                                       | 1977  |
| Amazing (Tin Machine)                                                     | David Bowie, Reeves Gabrels                                                                                     | Tin Machine                                                               | 1989  |
| Amlapura (Tin Machine)                                                    | David Bowie, Reeves Gabrels                                                                                     | Tin Machine II                                                            | 1991  |
| Amsterdam                                                                 | Jacques Brel, Mort Shuman ‡                                                                                     | face B de Sorrow                                                          | 1973  |
| And I Say to Myself (David Bowie with the Lower Third)                    | David Bowie | face B de Can't Help Thinking About Me                                    | 1966  |
| Andy Warhol                                                               | David Bowie | Hunky Dory                                                                | 1971  |
| Angel, Angel, Grubby Face                                                 | David Bowie | Spying Through a Keyhole                                                  | 2019  |
| Animal Farm                                                               | David Bowie | Conversation Piece                                                        | 2019  |
| Anyway, Anyhow, Anywhere                                                  | Roger Daltrey, Pete Townshend ‡                                                                                 | Pin Ups                                                                   | 1973  |
| April's Tooth of Gold                                                     | David Bowie | Conversation Piece                                                        | 2019  |
| Art Decade                                                                | David Bowie, Brian Eno                                                                                          | Low                                                                       | 1977  |
| Ashes to Ashes                                                            | David Bowie | Scary Monsters (and Super Creeps)                                         | 1980  |
| As the World Falls Down                                                   | David Bowie | Labyrinth (bande originale)                                               | 1986  |
| Atomica                                                                   | David Bowie | The Next Day Extra                                                        | 2013  |
| Baal's Hymn                                                               | Bertolt Brecht, Dominic Muldowney ‡                                                                             | Baal                                                                      | 1982  |
| Baby Can Dance (Tin Machine)                                              | David Bowie | Tin Machine                                                               | 1989  |
| Baby Grace (A Horrid Cassette)                                            | David Bowie, Brian Eno, Reeves Gabrels, Mike Garson, Erdal Kızılçay, Sterling Campbell                          | 1. Outside                                                                | 1995  |
| Baby Loves That Way (Davy Jones)                                          | David Bowie | face B de You've Got a Habit of Leaving                                   | 1965  |
| Baby Universal (Tin Machine)                                              | David Bowie, Reeves Gabrels                                                                                     | Tin Machine II                                                            | 1991  |
| Ballad of the Adventurers                                                 | Bertolt Brecht, Dominic Muldowney ‡                                                                             | Baal                                                                      | 1982  |
| Bang Bang                                                                 | Iggy Pop, Ivan Král ‡                                                                                           | Never Let Me Down                                                         | 1987  |
| Bars of the County Jail                                                   | David Bowie | Early On (1964–1966)                                                      | 1991  |
| Battle for Britain (The Letter)                                           | David Bowie, Reeves Gabrels, Mark Plati                                                                         | Earthling                                                                 | 1997  |
| Beat of Your Drum                                                         | David Bowie | Never Let Me Down                                                         | 1987  |
| Beauty and the Beast                                                      | David Bowie | "Heroes"                                                                  | 1977  |
| Because You're Young                                                      | David Bowie | Scary Monsters (and Super Creeps)                                         | 1980  |
| Be My Wife                                                                | David Bowie | Low                                                                       | 1977  |
| A Better Future                                                           | David Bowie | Heathen                                                                   | 2002  |
| Betty Wrong (Tin Machine)                                                 | David Bowie, Reeves Gabrels                                                                                     | Tin Machine II                                                            | 1991  |
| The Bewlay Brothers                                                       | David Bowie | Hunky Dory                                                                | 1971  |
| Big Brother                                                               | David Bowie | Diamond Dogs                                                              | 1974  |
| A Big Hurt (Tin Machine)                                                  | David Bowie | Tin Machine II                                                            | 1991  |
| Black Country Rock                                                        | David Bowie | The Man Who Sold the World                                                | 1970  |
| Blackout                                                                  | David Bowie | "Heroes"                                                                  | 1977  |
| Blackstar                                                                 | David Bowie | Blackstar                                                                 | 2016  |
| Black Tie White Noise (David Bowie featuring Al B. Sure!)                 | David Bowie | Black Tie White Noise                                                     | 1993  |
| Bleed Like a Craze, Dad                                                   | David Bowie | The Buddha of Suburbia                                                    | 1993  |
| Blue Jean                                                                 | David Bowie | Tonight                                                                   | 1984  |
| Bombers                                                                   | David Bowie | Hunky Dory (réédition)                                                    | 1990  |
| Born in a UFO                                                             | David Bowie | The Next Day Extra                                                        | 2013  |
| Boss of Me                                                                | David Bowie, Gerry Leonard                                                                                      | The Next Day                                                              | 2013  |
| Boys Keep Swinging                                                        | David Bowie, Brian Eno                                                                                          | Lodger                                                                    | 1979  |
| Breaking Glass                                                            | David Bowie, Dennis Davis, George Murray                                                                        | Low                                                                       | 1977  |
| Brilliant Adventure                                                       | David Bowie, Reeves Gabrels                                                                                     | 'hours...'                                                                | 1999  |
| Bring Me the Disco King                                                   | David Bowie | Reality                                                                   | 2003  |
| The Buddha of Suburbia                                                    | David Bowie | The Buddha of Suburbia                                                    | 1993  |
| Bus Stop (Tin Machine)                                                    | David Bowie, Reeves Gabrels                                                                                     | Tin Machine                                                               | 1989  |
| Cactus                                                                    | Frank Black ‡                                                                                                   | Heathen                                                                   | 2002  |
| Candidate                                                                 | David Bowie | Diamond Dogs                                                              | 1974  |
| Can't Help Thinking About Me (David Bowie with the Lower Third)           | David Bowie | single                                                                    | 1966  |
| Can You Hear Me                                                           | David Bowie | Young Americans                                                           | 1975  |
| Cat People (Putting Out Fire)                                             | David Bowie, Giorgio Moroder                                                                                    | Cat People (bande originale)                                              | 1982  |
| Changes                                                                   | David Bowie | Hunky Dory                                                                | 1971  |
| Chant of the Ever Circling Skeletal Family                                | David Bowie | Diamond Dogs                                                              | 1974  |
| Chilly Down                                                               | David Bowie | Labyrinth (bande originale)                                               | 1986  |
| China Girl                                                                | David Bowie, Iggy Pop                                                                                           | Let's Dance                                                               | 1983  |
| Ching-a-Ling                                                              | David Bowie | Love You till Tuesday                                                     | 1984  |
| Come and Buy My Toys                                                      | David Bowie | David Bowie                                                               | 1967  |
| Conversation Piece                                                        | David Bowie | face B de The Prettiest Star                                              | 1970  |
| Crack City (Tin Machine)                                                  | David Bowie | Tin Machine                                                               | 1989  |
| Cracked Actor                                                             | David Bowie | Aladdin Sane                                                              | 1973  |
| Criminal World                                                            | Peter Godwin, Duncan Browne, Sean Lyons ‡                                                                       | Let's Dance                                                               | 1983  |
| Crystal Japan                                                             | David Bowie | single                                                                    | 1979  |
| Cygnet Committee                                                          | David Bowie | Space Oddity                                                              | 1969  |
| Dancing in the Street (David Bowie & Mick Jagger)                         | Marvin Gaye, William "Mickey" Stevenson, Ivory Joe Hunter ‡                                                     | single                                                                    | 1985  |
| Dancing Out in Space                                                      | David Bowie | The Next Day                                                              | 2013  |
| Dancing with the Big Boys (David Bowie & Iggy Pop)                        | David Bowie, Iggy Pop                                                                                           | Tonight                                                                   | 1984  |
| Day-In Day-Out                                                            | David Bowie | Never Let Me Down                                                         | 1987  |
| Days                                                                      | David Bowie | Reality                                                                   | 2003  |
| Dead Against It                                                           | David Bowie | The Buddha of Suburbia                                                    | 1993  |
| Dead Man Walking                                                          | David Bowie, Reeves Gabrels                                                                                     | Earthling                                                                 | 1997  |
| Diamond Dogs                                                              | David Bowie | Diamond Dogs                                                              | 1974  |
| Did You Ever Have a Dream                                                 | David Bowie | face B de Love You till Tuesday                                           | 1967  |
| Dirty Boys                                                                | David Bowie | The Next Day                                                              | 2013  |
| The Dirty Song                                                            | Bertolt Brecht, Dominic Muldowney ‡                                                                             | Baal                                                                      | 1982  |
| DJ                                                                        | David Bowie, Brian Eno, Carlos Alomar                                                                           | Lodger                                                                    | 1979  |
| Do Anything You Say                                                       | David Bowie | single                                                                    | 1966  |
| Dodo                                                                      | David Bowie | Diamond Dogs (réédition)                                                  | 1990  |
| Dollar Days                                                               | David Bowie | Blackstar                                                                 | 2016  |
| Don't Bring Me Down                                                       | Johnnie Dee ‡                                                                                                   | Pin Ups                                                                   | 1973  |
| Don't Let Me Down and Down                                                | Tahra Mint Hembara, Martine Valmont ‡                                                                           | Black Tie White Noise                                                     | 1993  |
| Don't Look Down                                                           | Iggy Pop, James Williamson ‡                                                                                    | Tonight                                                                   | 1984  |
| Don't Sit Down                                                            | David Bowie | Space Oddity                                                              | 1969  |
| The Dreamers                                                              | David Bowie, Reeves Gabrels                                                                                     | 'hours...'                                                                | 1999  |
| Drive-In Saturday                                                         | David Bowie | Aladdin Sane                                                              | 1973  |
| The Drowned Girl                                                          | Bertolt Brecht, Kurt Weill ‡                                                                                    | Baal                                                                      | 1982  |
| Eight Line Poem                                                           | David Bowie | Hunky Dory                                                                | 1971  |
| Everyone Says 'Hi'                                                        | David Bowie | Heathen                                                                   | 2002  |
| Everything's Alright                                                      | Nicky Crouch, John Konrad, Simon Stavely, Stuart James, Keith Karlson ‡                                         | Pin Ups                                                                   | 1973  |
| Fall Dog Bombs the Moon                                                   | David Bowie | Reality                                                                   | 2003  |
| Fame                                                                      | David Bowie | Young Americans                                                           | 1975  |
| Fantastic Voyage                                                          | David Bowie, Brian Eno                                                                                          | Lodger                                                                    | 1979  |
| Fascination                                                               | David Bowie, Luther Vandross                                                                                    | Young Americans                                                           | 1975  |
| Fashion                                                                   | David Bowie | Scary Monsters (and Super Creeps)                                         | 1980  |
| Fill Your Heart                                                           | Biff Rose, Paul Williams ‡                                                                                      | Hunky Dory                                                                | 1971  |
| Five Years                                                                | David Bowie | The Rise and Fall of Ziggy Stardust and the Spiders from Mars             | 1972  |
| Fly                                                                       | David Bowie | Reality (édition limitée)                                                 | 2003  |
| A Foggy Day (In London Town) (David Bowie & Angelo Badalamenti)           | George Gershwin, Ira Gershwin ‡                                                                                 | Red Hot + Rhapsody: The Gershwin Groove                                   | 1998  |
| Footstompin'                                                              | Aaron Collins, Ande Rand ‡                                                                                      | RarestOneBowie                                                            | 1995  |
| Friday on My Mind                                                         | George Young, Harry Vanda ‡                                                                                     | Pin Ups                                                                   | 1973  |
| Fun                                                                       | David Bowie | LiveAndWell.com                                                           | 2000  |
| Future Legend                                                             | David Bowie | Diamond Dogs                                                              | 1974  |
| Get Real                                                                  | David Bowie, Brian Eno                                                                                          | 1. Outside (édition japonaise)                                            | 1995  |
| Girl Loves Me                                                             | David Bowie | Blackstar                                                                 | 2016  |
| Girls                                                                     | David Bowie, Erdal Kızılçay                                                                                     | face B de Time Will Crawl                                                 | 1987  |
| Glad I've Got Nobody                                                      | David Bowie | Early On (1964–1966)                                                      | 1991  |
| Glass Spider                                                              | David Bowie | Never Let Me Down                                                         | 1987  |
| God Bless the Girl                                                        | David Bowie | The Next Day (édition japonaise)                                          | 2013  |
| God Knows I'm Good                                                        | David Bowie | Space Oddity                                                              | 1969  |
| God Only Knows                                                            | Brian Wilson, Tony Asher ‡                                                                                      | Tonight                                                                   | 1984  |
| Golden Years                                                              | David Bowie | Station to Station                                                        | 1976  |
| Goodbye 3d (Threepenny) Joe                                               | David Bowie | Spying Through a Keyhole                                                  | 2019  |
| Goodbye Mr. Ed (Tin Machine)                                              | David Bowie, Hunt Sales, Tony Sales                                                                             | Tin Machine II                                                            | 1991  |
| Good Morning Girl                                                         | David Bowie | face B de Do Anything You Say                                             | 1966  |
| The Gospel According to Tony Day                                          | David Bowie | face B de The Laughing Gnome                                              | 1967  |
| Growin' Up                                                                | Bruce Springsteen ‡                                                                                             | Pin Ups (réédition)                                                       | 1990  |
| Hallo Spaceboy                                                            | David Bowie, Brian Eno                                                                                          | 1. Outside                                                                | 1995  |
| Hammerhead (Tin Machine)                                                  | David Bowie, Hunt Sales                                                                                         | Tin Machine II                                                            | 1991  |
| Hang On to Yourself                                                       | David Bowie | The Rise and Fall of Ziggy Stardust and the Spiders from Mars             | 1972  |
| The Hearts Filthy Lesson                                                  | David Bowie, Brian Eno, Reeves Gabrels, Mike Garson, Erdal Kızılçay, Sterling Campbell                          | 1. Outside                                                                | 1995  |
| Heat                                                                      | David Bowie | The Next Day                                                              | 2013  |
| Heathen (The Rays)                                                        | David Bowie | Heathen                                                                   | 2002  |
| Heaven's in Here (Tin Machine)                                            | David Bowie | Tin Machine                                                               | 1989  |
| Here Comes the Night                                                      | Bert Berns ‡ | Pin Ups                                                                   | 1973  |
| Here Today, Gone Tomorrow                                                 | Leroy Bonner, Joe Harris, Marshall Jones, Ralph Middlebrooks, Dutch Robinson, Clarence Satchell, Gary Webster ‡ | David Live (réédition)                                                    | 1990  |
| "Heroes"                                                                  | David Bowie, Brian Eno                                                                                          | "Heroes"                                                                  | 1977  |
| Hole in the Ground                                                        | David Bowie | Conversation Piece                                                        | 2019  |
| Holy Holy                                                                 | David Bowie | single                                                                    | 1971  |
| How Does the Grass Grow?                                                  | David Bowie, Jerry Lordan                                                                                       | The Next Day                                                              | 2013  |
| Ian Fish, U.K. Heir                                                       | David Bowie | The Buddha of Suburbia                                                    | 1993  |
| I Can't Explain                                                           | Pete Townshend ‡                                                                                                | Pin Ups                                                                   | 1973  |
| I Can't Read (Tin Machine)                                                | David Bowie, Reeves Gabrels                                                                                     | Tin Machine                                                               | 1989  |
| I Can't Give Everything Away                                              | David Bowie | Blackstar                                                                 | 2016  |
| I Dig Everything                                                          | David Bowie | single                                                                    | 1966  |
| I'd Rather Be High                                                        | David Bowie | The Next Day                                                              | 2013  |
| I Feel Free                                                               | Jack Bruce, Pete Brown ‡                                                                                        | Black Tie White Noise                                                     | 1993  |
| If I'm Dreaming My Life                                                   | David Bowie, Reeves Gabrels                                                                                     | 'hours...'                                                                | 1999  |
| If There Is Something (Tin Machine)                                       | Bryan Ferry ‡                                                                                                   | Tin Machine II                                                            | 1991  |
| If You Can See Me                                                         | David Bowie | The Next Day                                                              | 2013  |
| I Have Not Been to Oxford Town                                            | David Bowie, Brian Eno                                                                                          | 1. Outside                                                                | 1995  |
| I Keep Forgettin'                                                         | Jerry Leiber, Mike Stoller, Gil Garfield ‡                                                                      | Tonight                                                                   | 1984  |
| I Know It's Gonna Happen Someday                                          | Morrissey, Mark E. Nevin ‡                                                                                      | Black Tie White Noise                                                     | 1993  |
| I'll Follow You                                                           | David Bowie | Early On (1964–1966)                                                      | 1991  |
| I'll Take You There                                                       | David Bowie, Gerry Leonard                                                                                      | The Next Day (édition de luxe)                                            | 2013  |
| I'm Afraid of Americans                                                   | David Bowie, Brian Eno                                                                                          | Earthling                                                                 | 1997  |
| I'm Deranged                                                              | David Bowie, Brian Eno                                                                                          | 1. Outside                                                                | 1995  |
| I'm Not Losing Sleep                                                      | David Bowie | face B de I Dig Everything                                                | 1966  |
| The Informer                                                              | David Bowie | The Next Day Extra                                                        | 2013  |
| In the Heat of the Morning                                                | David Bowie | The World of David Bowie                                                  | 1970  |
| I Pity the Fool (The Manish Boys)                                         | Deadric Malone ‡                                                                                                | single                                                                    | 1965  |
| I Pray, Olé                                                               | David Bowie, Brian Eno                                                                                          | Lodger (réédition)                                                        | 1991  |
| It Ain't Easy                                                             | Ron Davies ‡ | The Rise and Fall of Ziggy Stardust and the Spiders from Mars             | 1972  |
| I Took a Trip on a Gemini Spaceship                                       | Norman Carl Odam ‡                                                                                              | Heathen                                                                   | 2002  |
| It's Gonna Be Me                                                          | David Bowie | Young Americans (réédition)                                               | 1991  |
| It's Hard to Be a Saint in the City                                       | Bruce Springsteen ‡                                                                                             | Sound + Vision                                                            | 1989  |
| It's No Game (No. 1)                                                      | David Bowie | Scary Monsters (and Super Creeps)                                         | 1980  |
| It's No Game (No. 2)                                                      | David Bowie | Scary Monsters (and Super Creeps)                                         | 1980  |
| I've Been Waiting for You                                                 | Neil Young ‡ | Heathen                                                                   | 2002  |
| I Want My Baby Back                                                       | David Bowie | Early On (1964–1966)                                                      | 1991  |
| I Wish I Could Shimmy Like My Sister Kate                                 | Armand Piron, Clarence Williams ‡                                                                               | RarestOneBowie                                                            | 1995  |
| I Wish You Would                                                          | Billy Boy Arnold ‡                                                                                              | Pin Ups                                                                   | 1973  |
| I Would Be Your Slave                                                     | David Bowie | Heathen                                                                   | 2002  |
| Janine                                                                    | David Bowie | Space Oddity                                                              | 1969  |
| The Jean Genie                                                            | David Bowie | Aladdin Sane                                                              | 1973  |
| Jerusalem                                                                 | David Bowie | Conversation Piece                                                        | 2019  |
| Joe the Lion                                                              | David Bowie | "Heroes"                                                                  | 1977  |
| John, I'm Only Dancing                                                    | David Bowie | single                                                                    | 1972  |
| John, I'm Only Dancing (Again)                                            | David Bowie | single                                                                    | 1979  |
| Join the Gang                                                             | David Bowie | David Bowie                                                               | 1967  |
| Julie                                                                     | David Bowie | face B de Day-In Day-Out                                                  | 1987  |
| Jump They Say                                                             | David Bowie | Black Tie White Noise                                                     | 1993  |
| Karma Man                                                                 | David Bowie | The World of David Bowie                                                  | 1970  |
| Killing a Little Time                                                     | David Bowie | Lazarus (bande originale)                                                 | 2016  |
| Kingdom Come                                                              | Tom Verlaine ‡                                                                                                  | Scary Monsters (and Super Creeps)                                         | 1980  |
| Knock on Wood                                                             | Steve Cropper, Eddie Floyd ‡                                                                                    | David Live                                                                | 1974  |
| Kooks                                                                     | David Bowie | Hunky Dory                                                                | 1971  |
| Lady Grinning Soul                                                        | David Bowie | Aladdin Sane                                                              | 1973  |
| Lady Stardust                                                             | David Bowie | The Rise and Fall of Ziggy Stardust and the Spiders from Mars             | 1972  |
| The Last Thing You Should Do                                              | David Bowie, Reeves Gabrels, Mark Plati                                                                         | Earthling                                                                 | 1997  |
| The Laughing Gnome                                                        | David Bowie | single                                                                    | 1967  |
| Law (Earthlings on Fire)                                                  | David Bowie, Reeves Gabrels                                                                                     | Earthling                                                                 | 1997  |
| Lazarus                                                                   | David Bowie | Blackstar                                                                 | 2016  |
| Leon Takes Us Outside                                                     | David Bowie, Brian Eno, Reeves Gabrels, Mike Garson, Erdal Kızılçay, Sterling Campbell                          | 1. Outside                                                                | 1995  |
| Let Me Sleep Beside You                                                   | David Bowie | The World of David Bowie                                                  | 1970  |
| Let's Dance                                                               | David Bowie | Let's Dance                                                               | 1983  |
| Let's Spend the Night Together                                            | Mick Jagger, Keith Richards ‡                                                                                   | Aladdin Sane                                                              | 1973  |
| Letter to Hermione                                                        | David Bowie | Space Oddity                                                              | 1969  |
| Life Is a Circus                                                          | Roger Bunn ‡ | Clareville Grove Demos                                                    | 2019  |
| Life on Mars?                                                             | David Bowie | Hunky Dory                                                                | 1971  |
| Lightning Frightening                                                     | David Bowie | The Man Who Sold the World (réédition)                                    | 1990  |
| Like a Rocket Man                                                         | David Bowie | The Next Day Extra                                                        | 2013  |
| Little Bombardier                                                         | David Bowie | David Bowie                                                               | 1967  |
| Little Wonder                                                             | David Bowie, Reeves Gabrels, Mark Plati                                                                         | Earthling                                                                 | 1997  |
| Liza Jane (Davy Jones with the King Bees)                                 | Leslie Conn ‡                                                                                                   | single                                                                    | 1964  |
| The London Boys                                                           | David Bowie | face B de Rubber Band                                                     | 1966  |
| London Bye Ta-Ta                                                          | David Bowie | Sound + Vision                                                            | 1989  |
| The Loneliest Guy                                                         | David Bowie | Reality                                                                   | 2003  |
| Look Back in Anger                                                        | David Bowie, Brian Eno                                                                                          | Lodger                                                                    | 1979  |
| Looking for Lester                                                        | David Bowie, Nile Rodgers                                                                                       | Black Tie White Noise                                                     | 1993  |
| Looking for Satellites                                                    | David Bowie, Reeves Gabrels, Mark Plati                                                                         | Earthling                                                                 | 1997  |
| Looking for Water                                                         | David Bowie | Reality                                                                   | 2003  |
| Louie, Louie Go Home (Davy Jones with the King Bees)                      | Paul Revere, Mark Lindsay ‡                                                                                     | face B de Liza Jane                                                       | 1964  |
| Love All Around                                                           | David Bowie | Spying Through a Keyhole                                                  | 2019  |
| Love Is Lost                                                              | David Bowie | The Next Day                                                              | 2013  |
| Love Missile F1-11                                                        | Anthony James, Martin Degville, Neal Whitmore ‡                                                                 | face B de New Killer Star                                                 | 2003  |
| Love Song                                                                 | Lesley Duncan ‡                                                                                                 | The ‘Mercury’ Demos                                                       | 2019  |
| Love You till Tuesday                                                     | David Bowie | David Bowie                                                               | 1967  |
| Loving the Alien                                                          | David Bowie | Tonight                                                                   | 1984  |
| Lucy Can't Dance                                                          | David Bowie | Black Tie White Noise                                                     | 1993  |
| Maggie's Farm (Tin Machine)                                               | Bob Dylan ‡ | single                                                                    | 1989  |
| Magic Dance                                                               | David Bowie | Labyrinth (bande originale)                                               | 1986  |
| Maid of Bond Street                                                       | David Bowie | David Bowie                                                               | 1967  |
| The Man Who Sold the World                                                | David Bowie | The Man Who Sold the World                                                | 1970  |
| Memory of a Free Festival                                                 | David Bowie | Space Oddity                                                              | 1969  |
| Miracle Goodnight                                                         | David Bowie | Black Tie White Noise                                                     | 1993  |
| Modern Love                                                               | David Bowie | Let's Dance                                                               | 1983  |
| Moonage Daydream                                                          | David Bowie | The Rise and Fall of Ziggy Stardust and the Spiders from Mars             | 1972  |
| Moss Garden                                                               | David Bowie, Brian Eno                                                                                          | "Heroes"                                                                  | 1977  |
| The Motel                                                                 | David Bowie, Brian Eno                                                                                          | 1. Outside                                                                | 1995  |
| Mother Grey                                                               | David Bowie | Spying Through a Keyhole                                                  | 2019  |
| Move On                                                                   | David Bowie | Lodger                                                                    | 1979  |
| My Death                                                                  | Jacques Brel, Mort Shuman, Eric Blau ‡                                                                          | Ziggy Stardust: The Motion Picture                                        | 1983  |
| The Mysteries                                                             | David Bowie | The Buddha of Suburbia                                                    | 1993  |
| Nathan Adler                                                              | David Bowie, Brian Eno, Reeves Gabrels, Mike Garson, Erdal Kızılçay, Sterling Campbell                          | 1. Outside                                                                | 1995  |
| Nathan Adler                                                              | David Bowie, Brian Eno                                                                                          | 1. Outside                                                                | 1995  |
| Neighborhood Threat                                                       | David Bowie, Iggy Pop, Ricky Gardiner                                                                           | Tonight                                                                   | 1984  |
| Neuköln                                                                   | David Bowie, Brian Eno                                                                                          | "Heroes"                                                                  | 1977  |
| Never Get Old                                                             | David Bowie | Reality                                                                   | 2003  |
| Never Let Me Down                                                         | David Bowie, Carlos Alomar                                                                                      | Never Let Me Down                                                         | 1987  |
| New Angels of Promise                                                     | David Bowie, Reeves Gabrels                                                                                     | 'hours...'                                                                | 1999  |
| A New Career in a New Town                                                | David Bowie | Low                                                                       | 1977  |
| New Killer Star                                                           | David Bowie | Reality                                                                   | 2003  |
| New York's in Love                                                        | David Bowie | Never Let Me Down                                                         | 1987  |
| The Next Day                                                              | David Bowie | The Next Day                                                              | 2013  |
| Nite Flights                                                              | Scott Walker ‡                                                                                                  | Black Tie White Noise                                                     | 1993  |
| No Control                                                                | David Bowie, Brian Eno                                                                                          | 1. Outside                                                                | 1995  |
| No One Calls                                                              | David Bowie, Reeves Gabrels                                                                                     | face B de Thursday's Child                                                | 1999  |
| No Plan                                                                   | David Bowie | Lazarus (bande originale)                                                 | 2016  |
| Nothing to Be Desired                                                     | David Bowie, Brian Eno                                                                                          | face B de The Hearts Filthy Lesson                                        | 1995  |
| Nuts                                                                      | David Bowie, Reeves Gabrels, Mark Plati                                                                         | Is It Any Wonder?                                                         | 2020  |
| An Occasional Dream                                                       | David Bowie | Space Oddity                                                              | 1969  |
| Oh! You Pretty Things                                                     | David Bowie | Hunky Dory                                                                | 1971  |
| One Shot (Tin Machine)                                                    | David Bowie, Reeves Gabrels                                                                                     | Tin Machine II                                                            | 1991  |
| Outside                                                                   | David Bowie, Kevin Armstrong                                                                                    | 1. Outside                                                                | 1995  |
| Pablo Picasso                                                             | Jonathan Richman ‡                                                                                              | Reality                                                                   | 2003  |
| Pallas Athena                                                             | David Bowie | Black Tie White Noise                                                     | 1993  |
| Panic in Detroit                                                          | David Bowie | Aladdin Sane                                                              | 1973  |
| Peace on Earth/Little Drummer Boy (Bing Crosby & David Bowie)             | Ian Fraser, Larry Grossman, Alan Kohan / Harry Simeone, K. K. Davis, Henry Onorati ‡                            | single                                                                    | 1982  |
| Perfect Day (Various Artists)                                             | Lou Reed ‡ | single                                                                    | 1997  |
| Plan                                                                      | David Bowie | The Next Day (édition de luxe)                                            | 2013  |
| Please Mr. Gravedigger                                                    | David Bowie | David Bowie                                                               | 1967  |
| The Prettiest Star                                                        | David Bowie | single                                                                    | 1970  |
| Pretty Pink Rose (Adrian Belew & David Bowie)                             | David Bowie | Young Lions                                                               | 1990  |
| Pretty Thing (Tin Machine)                                                | David Bowie | Tin Machine                                                               | 1989  |
| The Pretty Things Are Going to Hell                                       | David Bowie, Reeves Gabrels                                                                                     | 'hours...'                                                                | 1999  |
| Prisoner of Love (Tin Machine)                                            | David Bowie, Reeves Gabrels, Hunt Sales, Tony Sales                                                             | Tin Machine                                                               | 1989  |
| Queen Bitch                                                               | David Bowie | Hunky Dory                                                                | 1971  |
| Queen of All the Tarts (Overture)                                         | David Bowie | Reality (édition limitée)                                                 | 2003  |
| Quicksand                                                                 | David Bowie | Hunky Dory                                                                | 1971  |
| Ragazzo solo, ragazza sola                                                | David Bowie, Mogol                                                                                              | single                                                                    | 1970  |
| Ramona A. Stone / I Am with Name                                          | David Bowie, Brian Eno, Reeves Gabrels, Mike Garson, Erdal Kızılçay, Sterling Campbell                          | 1. Outside                                                                | 1995  |
| Real Cool World                                                           | David Bowie | Songs from the Cool World (bande originale)                               | 1992  |
| Reality                                                                   | David Bowie | Reality                                                                   | 2003  |
| Rebel Rebel                                                               | David Bowie | Diamond Dogs                                                              | 1974  |
| Red Money                                                                 | David Bowie, Carlos Alomar                                                                                      | Lodger                                                                    | 1979  |
| Red Sails                                                                 | David Bowie, Brian Eno                                                                                          | Lodger                                                                    | 1979  |
| Remembering Marie A.                                                      | Bertolt Brecht, Dominic Muldowney ‡                                                                             | Baal                                                                      | 1982  |
| Repetition                                                                | David Bowie | Lodger                                                                    | 1979  |
| The Reverend Raymond Brown (Attends the Garden Party on Thatchwick Green) | David Bowie | Conversation Piece                                                        | 2019  |
| Ricochet                                                                  | David Bowie | Let's Dance                                                               | 1983  |
| Right                                                                     | David Bowie | Young Americans                                                           | 1975  |
| Rock 'n' Roll Suicide                                                     | David Bowie | The Rise and Fall of Ziggy Stardust and the Spiders from Mars             | 1972  |
| Rock 'n' Roll with Me                                                     | David Bowie, Warren Peace                                                                                       | Diamond Dogs                                                              | 1974  |
| Rosalyn                                                                   | Jimmy Duncan, Bill Farley ‡                                                                                     | Pin Ups                                                                   | 1973  |
| Round and Round                                                           | Chuck Berry ‡                                                                                                   | face B de Drive-In Saturday                                               | 1973  |
| Rubber Band                                                               | David Bowie | single                                                                    | 1966  |
| Run (Tin Machine)                                                         | David Bowie, Kevin Armstrong                                                                                    | Tin Machine                                                               | 1989  |
| Running Gun Blues                                                         | David Bowie | The Man Who Sold the World                                                | 1970  |
| Sacrifice Yourself (Tin Machine)                                          | David Bowie, Hunt Sales, Tony Sales                                                                             | Tin Machine                                                               | 1989  |
| Safe                                                                      | David Bowie | face B de Everyone Says 'Hi'                                              | 2002  |
| Saviour Machine                                                           | David Bowie | The Man Who Sold the World                                                | 1970  |
| Scary Monsters (and Super Creeps)                                         | David Bowie | Scary Monsters (and Super Creeps)                                         | 1980  |
| Scream Like a Baby                                                        | David Bowie | Scary Monsters (and Super Creeps)                                         | 1980  |
| The Secret Life of Arabia                                                 | David Bowie, Brian Eno, Carlos Alomar                                                                           | "Heroes"                                                                  | 1977  |
| See Emily Play                                                            | Syd Barrett ‡                                                                                                   | Pin Ups                                                                   | 1973  |
| Sell Me a Coat                                                            | David Bowie | David Bowie                                                               | 1967  |
| Sense of Doubt                                                            | David Bowie | "Heroes"                                                                  | 1977  |
| Seven                                                                     | David Bowie, Reeves Gabrels                                                                                     | 'hours...'                                                                | 1999  |
| Seven Years in Tibet                                                      | David Bowie, Reeves Gabrels                                                                                     | Earthling                                                                 | 1997  |
| Sex and the Church                                                        | David Bowie | The Buddha of Suburbia                                                    | 1993  |
| Shadow Man                                                                | David Bowie | face B de Slow Burn                                                       | 2002  |
| Shake It                                                                  | David Bowie | Let's Dance                                                               | 1983  |
| Shapes of Things                                                          | Jim McCarty, Keith Relf, Paul Samwell-Smith ‡                                                                   | Pin Ups                                                                   | 1973  |
| She'll Drive the Big Car                                                  | David Bowie | Reality                                                                   | 2003  |
| She's Got Medals                                                          | David Bowie | David Bowie                                                               | 1967  |
| She Shook Me Cold                                                         | David Bowie | The Man Who Sold the World                                                | 1970  |
| Shining Star (Makin' My Love)                                             | David Bowie | Never Let Me Down                                                         | 1987  |
| Shopping for Girls (Tin Machine)                                          | David Bowie, Reeves Gabrels                                                                                     | Tin Machine II                                                            | 1991  |
| Silly Boy Blue                                                            | David Bowie | David Bowie                                                               | 1967  |
| Slip Away                                                                 | David Bowie | Heathen                                                                   | 2002  |
| Slow Burn                                                                 | David Bowie | Heathen                                                                   | 2002  |
| A Small Plot of Land                                                      | David Bowie, Brian Eno, Reeves Gabrels, Mike Garson, Erdal Kızılçay, Sterling Campbell                          | 1. Outside                                                                | 1995  |
| Some Are                                                                  | David Bowie | Low (réédition)                                                           | 1991  |
| Somebody Up There Likes Me                                                | David Bowie | Young Americans                                                           | 1975  |
| Something in the Air                                                      | David Bowie, Reeves Gabrels                                                                                     | 'hours...'                                                                | 1999  |
| Song for Bob Dylan                                                        | David Bowie | Hunky Dory                                                                | 1971  |
| Sons of the Silent Age                                                    | David Bowie | "Heroes"                                                                  | 1977  |
| Sorrow                                                                    | Bob Feldman, Jerry Goldstein, Richard Gottehrer ‡                                                               | Pin Ups                                                                   | 1973  |
| Sorry (Tin Machine)                                                       | Hunt Sales ‡ | Tin Machine II                                                            | 1991  |
| So She                                                                    | David Bowie | The Next Day (édition de luxe)                                            | 2013  |
| Soul Love                                                                 | David Bowie | The Rise and Fall of Ziggy Stardust and the Spiders from Mars             | 1972  |
| Sound and Vision                                                          | David Bowie | Low                                                                       | 1977  |
| South Horizon                                                             | David Bowie | The Buddha of Suburbia                                                    | 1993  |
| Space Oddity                                                              | David Bowie | Space Oddity                                                              | 1969  |
| Speed of Life                                                             | David Bowie | Low                                                                       | 1977  |
| Star                                                                      | David Bowie | The Rise and Fall of Ziggy Stardust and the Spiders from Mars             | 1972  |
| Starman                                                                   | David Bowie | The Rise and Fall of Ziggy Stardust and the Spiders from Mars             | 1972  |
| The Stars (Are Out Tonight)                                               | David Bowie | The Next Day                                                              | 2013  |
| Stateside (Tin Machine)                                                   | David Bowie, Hunt Sales                                                                                         | Tin Machine II                                                            | 1991  |
| Station to Station                                                        | David Bowie | Station to Station                                                        | 1976  |
| Stay                                                                      | David Bowie | Station to Station                                                        | 1976  |
| Strangers When We Meet                                                    | David Bowie | The Buddha of Suburbia                                                    | 1993  |
| Subterraneans                                                             | David Bowie | Low                                                                       | 1977  |
| Sue (Or in a Season of Crime)                                             | David Bowie, Maria Schneider, Paul Bateman, Bob Bhamra                                                          | single                                                                    | 2014  |
| Suffragette City                                                          | David Bowie | The Rise and Fall of Ziggy Stardust and the Spiders from Mars             | 1972  |
| Sunday                                                                    | David Bowie | Heathen                                                                   | 2002  |
| The Supermen                                                              | David Bowie | The Man Who Sold the World                                                | 1970  |
| Survive                                                                   | David Bowie, Reeves Gabrels                                                                                     | 'hours...'                                                                | 1999  |
| Sweet Head                                                                | David Bowie | The Rise and Fall of Ziggy Stardust and the Spiders from Mars (réédition) | 1990  |
| Sweet Thing                                                               | David Bowie | Diamond Dogs                                                              | 1974  |
| Sweet Thing (Reprise)                                                     | David Bowie | Diamond Dogs                                                              | 1974  |
| Take My Tip (The Manish Boys)                                             | David Bowie | face B de I Pity the Fool                                                 | 1965  |
| Teenage Wildlife                                                          | David Bowie | Scary Monsters (and Super Creeps)                                         | 1980  |
| Telling Lies                                                              | David Bowie | Earthling                                                                 | 1997  |
| That's Motivation                                                         | David Bowie | Absolute Beginners (bande originale)                                      | 1986  |
| That's Where My Heart Is                                                  | David Bowie | Early On (1964–1966)                                                      | 1991  |
| There Is a Happy Land                                                     | David Bowie | David Bowie                                                               | 1967  |
| This Is Not America (David Bowie / Pat Metheny Group)                     | David Bowie, Pat Metheny, Lyle Mays                                                                             | The Falcon and the Snowman (bande originale)                              | 1985  |
| Thru' These Architects Eyes                                               | David Bowie, Reeves Gabrels                                                                                     | 1. Outside                                                                | 1995  |
| Thursday's Child                                                          | David Bowie, Reeves Gabrels                                                                                     | 'hours...'                                                                | 1999  |
| Time                                                                      | David Bowie | Aladdin Sane                                                              | 1973  |
| Time Will Crawl                                                           | David Bowie | Never Let Me Down                                                         | 1987  |
| Tin Machine (Tin Machine)                                                 | David Bowie, Reeves Gabrels, Hunt Sales, Tony Sales                                                             | Tin Machine                                                               | 1989  |
| 'Tis a Pity She Was a Whore                                               | David Bowie | single                                                                    | 2014  |
| Tonight                                                                   | David Bowie, Iggy Pop                                                                                           | Tonight                                                                   | 1984  |
| Too Dizzy                                                                 | David Bowie, Erdal Kızılçay                                                                                     | Never Let Me Down                                                         | 1987  |
| Try Some, Buy Some                                                        | George Harrison ‡                                                                                               | Reality                                                                   | 2003  |
| Tumble and Twirl                                                          | David Bowie, Iggy Pop                                                                                           | Tonight                                                                   | 1984  |
| TVC 15                                                                    | David Bowie | Station to Station                                                        | 1976  |
| Uncle Arthur                                                              | David Bowie | David Bowie                                                               | 1967  |
| Underground                                                               | David Bowie | Labyrinth (bande originale)                                               | 1986  |
| Under Pressure (Queen & David Bowie)                                      | David Bowie, Freddie Mercury, Brian May, Roger Taylor, John Deacon                                              | single                                                                    | 1981  |
| Under the God (Tin Machine)                                               | David Bowie | Tin Machine                                                               | 1989  |
| Untitled No. 1                                                            | David Bowie | The Buddha of Suburbia                                                    | 1993  |
| Unwashed and Somewhat Slightly Dazed                                      | David Bowie | Space Oddity                                                              | 1969  |
| Up the Hill Backwards                                                     | David Bowie | Scary Monsters (and Super Creeps)                                         | 1980  |
| V-2 Schneider                                                             | David Bowie | "Heroes"                                                                  | 1977  |
| Valentine's Day                                                           | David Bowie | The Next Day                                                              | 2013  |
| Velvet Goldmine                                                           | David Bowie | face B de Space Oddity (réédition)                                        | 1975  |
| Video Crime (Tin Machine)                                                 | David Bowie, Hunt Sales, Tony Sales                                                                             | Tin Machine                                                               | 1989  |
| Volare (Nel Blu Dipinto Di Blu)                                           | Domenico Modugno, Franco Migliacci ‡                                                                            | Absolute Beginners (bande originale)                                      | 1986  |
| The Voyeur of Utter Destruction (as Beauty)                               | David Bowie, Brian Eno, Reeves Gabrels                                                                          | 1. Outside                                                                | 1995  |
| Waiting for the Man                                                       | Lou Reed ‡ | Live Santa Monica '72                                                     | 2008  |
| Wake Up (Arcade Fire & David Bowie)                                       | Will Butler, Win Butler, Régine Chassagne, Tim Kingsbury, Richard Reed Parry ‡                                  | Live EP (Live at Fashion Rocks)                                           | 2005  |
| Warszawa                                                                  | David Bowie, Brian Eno                                                                                          | Low                                                                       | 1977  |
| Watch That Man                                                            | David Bowie | Aladdin Sane                                                              | 1973  |
| Waterloo Sunset                                                           | Ray Davies ‡ | Reality (édition japonaise)                                               | 2003  |
| We All Go Through                                                         | David Bowie, Reeves Gabrels                                                                                     | face B de Thursday's Child                                                | 1999  |
| We Are Hungry Men                                                         | David Bowie | David Bowie                                                               | 1967  |
| We Are the Dead                                                           | David Bowie | Diamond Dogs                                                              | 1974  |
| The Wedding                                                               | David Bowie | Black Tie White Noise                                                     | 1993  |
| The Wedding Song                                                          | David Bowie | Black Tie White Noise                                                     | 1993  |
| Weeping Wall                                                              | David Bowie | Low                                                                       | 1977  |
| We Prick You                                                              | David Bowie, Brian Eno                                                                                          | 1. Outside                                                                | 1995  |
| We Shall Go to Town                                                       | David Bowie, Reeves Gabrels                                                                                     | face B de Thursday's Child                                                | 1999  |
| What in the World                                                         | David Bowie | Low                                                                       | 1977  |
| What's Really Happening                                                   | David Bowie, Reeves Gabrels, Alex Grant                                                                         | 'hours...'                                                                | 1999  |
| When I Live My Dream                                                      | David Bowie | David Bowie                                                               | 1967  |
| When I Met You                                                            | David Bowie | Lazarus (bande originale)                                                 | 2016  |
| When I'm Five                                                             | David Bowie | Love You till Tuesday                                                     | 1984  |
| When the Boys Come Marching Home                                          | David Bowie | face B de Slow Burn                                                       | 2002  |
| When the Wind Blows                                                       | David Bowie, Erdal Kızılçay                                                                                     | When the Wind Blows (bande originale)                                     | 1986  |
| Where Are We Now?                                                         | David Bowie | The Next Day                                                              | 2013  |
| Where Have All the Good Times Gone                                        | Ray Davies ‡ | Pin Ups                                                                   | 1973  |
| White Light/White Heat                                                    | Lou Reed ‡ | Ziggy Stardust: The Motion Picture                                        | 1983  |
| Who Can I Be Now?                                                         | David Bowie | Young Americans (réédition)                                               | 1991  |
| The Width of a Circle                                                     | David Bowie | The Man Who Sold the World                                                | 1970  |
| Wild Eyed Boy from Freecloud                                              | David Bowie | Space Oddity                                                              | 1969  |
| Wild Is the Wind                                                          | Dimitri Tiomkin, Ned Washington ‡                                                                               | Station to Station                                                        | 1976  |
| Win                                                                       | David Bowie | Young Americans                                                           | 1975  |
| Wishful Beginnings                                                        | David Bowie, Brian Eno                                                                                          | 1. Outside                                                                | 1995  |
| Within You                                                                | David Bowie | Labyrinth (bande originale)                                               | 1986  |
| Without You                                                               | David Bowie | Let's Dance                                                               | 1983  |
| Without You I'm Nothing (Placebo featuring David Bowie)                   | Steve Hewitt, Brian Molko, Stefan Olsdal ‡                                                                      | single                                                                    | 1998  |
| Wood Jackson                                                              | David Bowie | face B de Slow Burn                                                       | 2002  |
| Word on a Wing                                                            | David Bowie | Station to Station                                                        | 1976  |
| Working Class Hero (Tin Machine)                                          | John Lennon ‡                                                                                                   | Tin Machine                                                               | 1989  |
| Yassassin                                                                 | David Bowie | Lodger                                                                    | 1979  |
| You Belong in Rock 'n' Roll (Tin Machine)                                 | David Bowie, Reeves Gabrels                                                                                     | Tin Machine II                                                            | 1991  |
| You Can't Talk (Tin Machine)                                              | David Bowie, Reeves Gabrels, Hunt Sales, Tony Sales                                                             | Tin Machine II                                                            | 1991  |
| You Feel So Lonely You Could Die                                          | David Bowie | The Next Day                                                              | 2013  |
| Young Americans                                                           | David Bowie | Young Americans                                                           | 1975  |
| Your Turn to Drive                                                        | David Bowie | Nothing Has Changed (édition de luxe)                                     | 2014  |
| You've Been Around                                                        | David Bowie, Reeves Gabrels                                                                                     | Black Tie White Noise                                                     | 1993  |
| You've Got a Habit of Leaving (Davy Jones)                                | David Bowie | single                                                                    | 1965  |
| (You Will) Set the World on Fire                                          | David Bowie | The Next Day                                                              | 2013  |
| Zeroes                                                                    | David Bowie | Never Let Me Down                                                         | 1987  |
| Ziggy Stardust                                                            | David Bowie | The Rise and Fall of Ziggy Stardust and the Spiders from Mars             | 1972  |

- Haut – A
- B
- C
- D
- E
- F
- G
- H
- I
- J
- K
- L
- M
- N
- O
- P
- Q
- R
- S
- T
- U
- V
- W
- X
- Y
- Z
- 0-9